# Cattleya warneri
Cattleya warneri là một loài lan trong chi Cattleya. Số nhiễm sắc thể lưỡng bội của C. warneri là 2n = 40.

## Hình ảnh

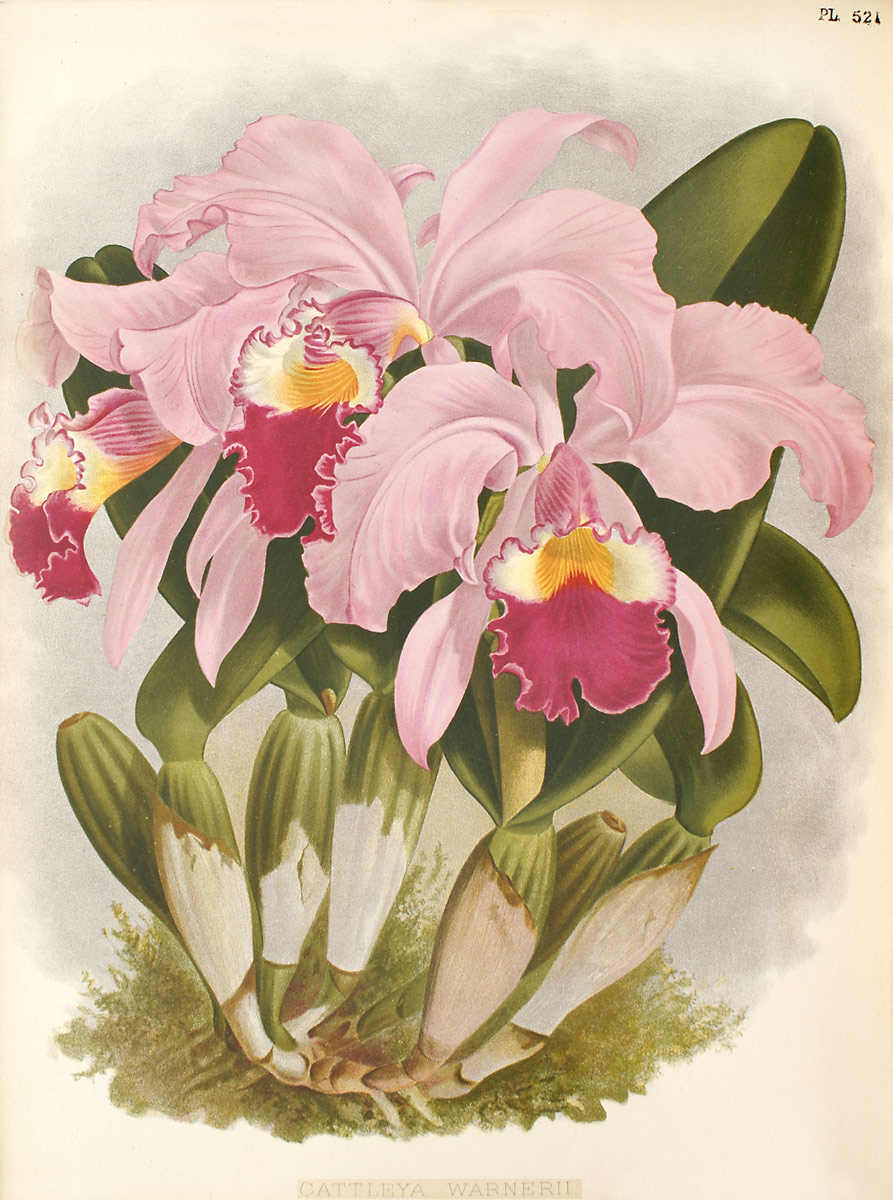
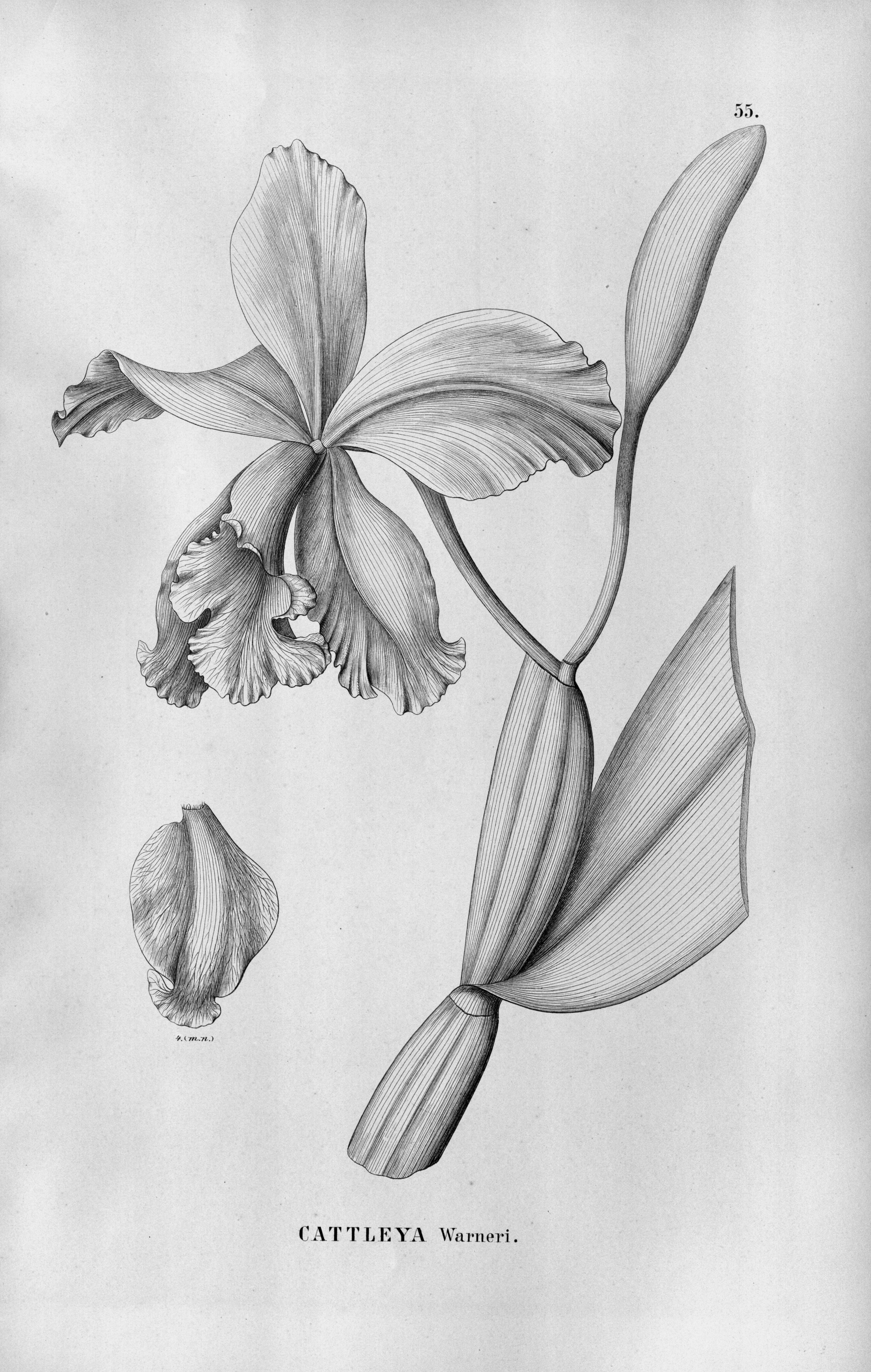
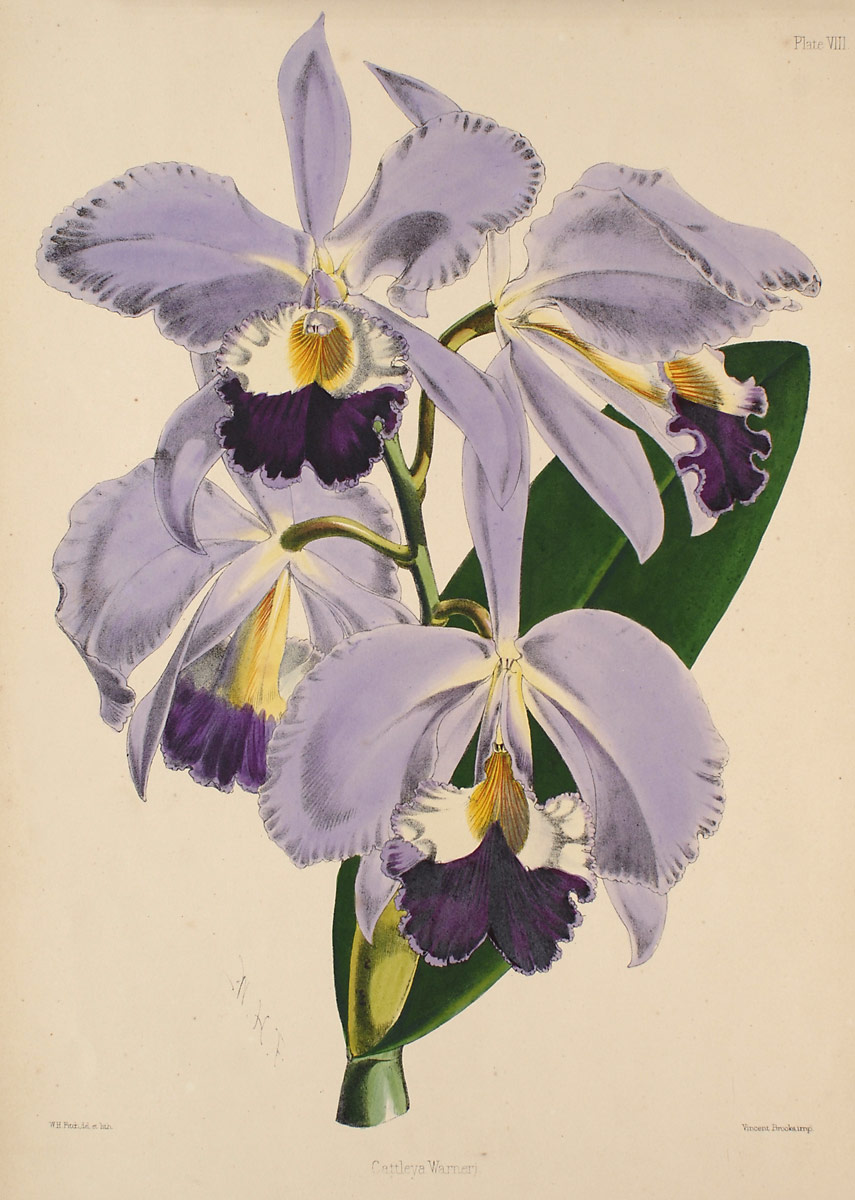

## Footnotes and Liên kết ngoài
1. ↑  “Variation in chromosome number and the basic number of subfamily Epidendroideae (Orchidaceae)”. Truy cập 26 tháng 9 năm 2015.